# Premier League (1998/1999)
Premier League 1998/1999 – 7. edycja najwyższej klasy rozgrywkowej w Anglii.

## Tabela
| Lp. | Drużyna               | M  | Z  | R  | P  | Bramki | Bramki | Różn. | Pkt | Uwagi                                         |
| --- | --------------------- | -- | -- | -- | -- | ------ | ------ | ----- | --- | --------------------------------------------- |
| 1   | Manchester United (M) | 38 | 22 | 13 | 3  | 80     | 37     | +43   | 79  | Liga Mistrzów UEFA • Faza grupowa             |
| 2   | Arsenal               | 38 | 22 | 12 | 4  | 59     | 17     | +42   | 78  | Liga Mistrzów UEFA • Faza grupowa             |
| 3   | Chelsea               | 38 | 20 | 15 | 3  | 57     | 30     | +27   | 75  | Liga Mistrzów UEFA • III runda kwalifikacyjna |
| 4   | Leeds United          | 38 | 18 | 13 | 7  | 62     | 34     | +28   | 67  | Puchar UEFA • I runda                         |
| 5   | West Ham United       | 38 | 16 | 9  | 13 | 46     | 53     | −7    | 57  | Puchar Intertoto • Trzecia runda              |
| 6   | Aston Villa           | 38 | 15 | 10 | 13 | 51     | 46     | +5    | 55  |                                               |
| 7   | Liverpool             | 38 | 15 | 9  | 14 | 68     | 49     | +19   | 54  |                                               |
| 8   | Derby County          | 38 | 13 | 13 | 12 | 40     | 45     | −5    | 52  |                                               |
| 9   | Middlesbrough         | 38 | 12 | 15 | 11 | 48     | 54     | −6    | 51  |                                               |
| 10  | Leicester City        | 38 | 12 | 13 | 13 | 40     | 46     | −6    | 49  |                                               |
| 11  | Tottenham Hotspur     | 38 | 11 | 14 | 13 | 47     | 50     | −3    | 47  | Puchar UEFA • I runda                         |
| 12  | Sheffield Wednesday   | 38 | 13 | 7  | 18 | 41     | 42     | −1    | 46  |                                               |
| 13  | Newcastle United      | 38 | 11 | 13 | 14 | 48     | 54     | −6    | 46  | Puchar UEFA • I runda                         |
| 14  | Everton               | 38 | 11 | 10 | 17 | 42     | 47     | −5    | 43  |                                               |
| 15  | Coventry City         | 38 | 11 | 9  | 18 | 39     | 51     | −12   | 42  |                                               |
| 16  | Wimbledon FC          | 38 | 10 | 12 | 16 | 40     | 63     | −23   | 42  |                                               |
| 17  | Southampton           | 38 | 11 | 8  | 19 | 37     | 64     | −27   | 41  |                                               |
| 18  | Charlton Athletic (S) | 38 | 8  | 12 | 18 | 41     | 56     | −15   | 36  | Spadek do EFL Championship                    |
| 19  | Blackburn Rovers (S)  | 38 | 7  | 14 | 17 | 38     | 52     | −14   | 35  | Spadek do EFL Championship                    |
| 20  | Nottingham Forest (S) | 38 | 7  | 9  | 22 | 35     | 69     | −34   | 30  | Spadek do EFL Championship                    |

## Najlepsi strzelcy
| Bramki | Strzelcy                | Drużyna           |
| ------ | ----------------------- | ----------------- |
| 18     | Jimmy Floyd Hasselbaink | Leeds United      |
| 18     | Michael Owen            | Liverpool         |
| 18     | Dwight Yorke            | Manchester United |
| 17     | Nicolas Anelka          | Arsenal           |
| 17     | Andy Cole               | Manchester United |
| 15     | Hámilton Ricard         | Middlesbrough     |
| 14     | Dion Dublin             | Aston Villa       |
| 14     | Robbie Fowler           | Liverpool         |
| 14     | Julian Joachim          | Aston Villa       |
| 14     | Alan Shearer            | Newcastle United  |

Stan na 16 maja 1999, Źródło:.